# Kuličkové ložisko

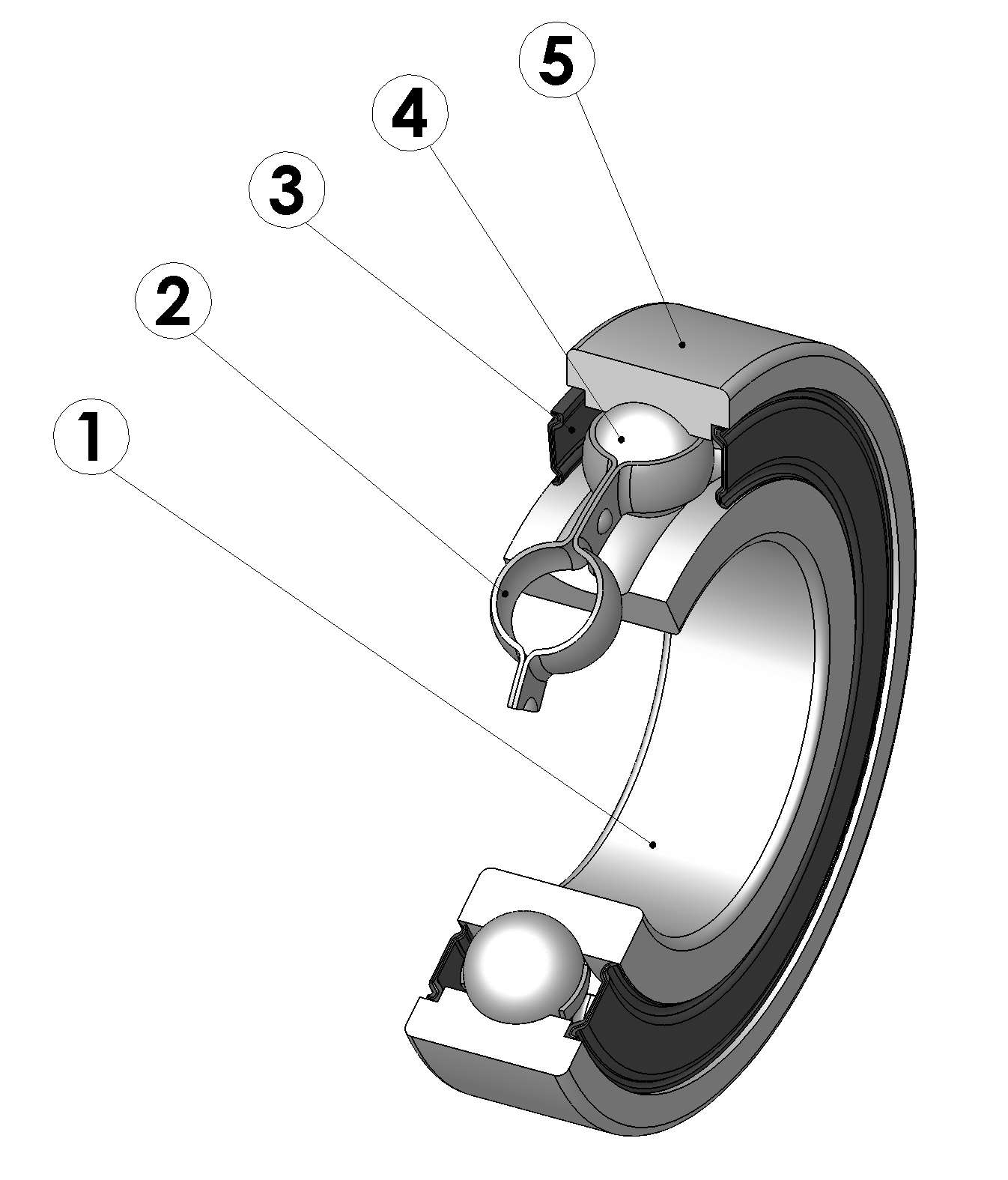
Radiální kuličkové ložisko (utěsněné)
1. Vnitřní kroužek
2. Klec
3. Těsnění (většina kul. ložisek je nemá)
4. Kuličky
5. Vnější kroužek

Animace principu kuličkového ložiska

Radiální kuličkové ložisko je nejrozšířenější druh valivého ložiska. Umožňuje přenášet radiální i axiální síly a díky hromadné produkci je laciné.
Radiální kuličkové ložisko se skládá z:
- vnitřního kroužku, který se zpravidla nasazuje na hřídel.
- kuliček  - valivých elementů.
- klece, jejímž úkolem je držet kuličky od sebe a zabránit jejich vzájemnému tření. Klec může být různého provedení a z různých materiálů (ocel, mosaz, bronz, plast, ...).
- vnějšího kroužku, který se zpravidla vsouvá do skříně převodovky.

## Výhody a nevýhody radiálních kuličkových ložisek

### Výhody
- Schopnost přenášet radiální i axiální síly (přípustná axiální síla je jistým zlomkem té radiální).
- Schopnost pracovat ve velmi vysokých otáčkách.
- Nízká cena.
- Montáž do převodovky nevyžaduje speciální postup.
- Možnost použít utěsněné ložisko.

### Nevýhody
- Jiné druhy ložisek (s jinými tvary valivých elementů) jsou schopny přenést mnohem větší síly.

## Montáž kuličkového ložiska
Kuličkové ložisko se smontuje dohromady tak, že se vnitřní kroužek vsune do vnějšího a oba kroužky se přitisknou v jednom místě k sobě. Do vzniklé mezery se nasype tolik kuliček, kolik je jen možno a pak se vnitřní kroužek přesune do středu. Následně se na kuličky nasadí klec.
V důsledku tohoto postupu je omezeno množství kuliček, které mohou v ložisku být, což omezuje únosnost ložiska. K překonání této nevýhody bylo vyvinuta tato řešení:
- Kuličkové ložisko s děleným vnitřním kroužkem
- Kuličkové ložisko s plnicí drážkou v kroužcích

Tato řešení však mají jiné nevýhody a proto se příliš nerozšířila.

## Mazání kuličkových ložisek
Jako všechna valivá ložiska je pro jejich provoz nutné je mazat. V převodovkách se toto provádí olejem. Pokud je kuličkové ložisko použito v místě, kde je takové mazání nemožné, používá se utěsněných ložisek, která jsou naplněna malým množstvím plastického maziva.

## Životnost ložisek
Životnost každého ložiska je omezená, a to (při jinak správném použití a montáži) únavovým poškozením oběžných drah a valivých elementů. Je úkolem konstruktéra vybrat takové ložisko, které vydrží požadovanou zátěž po požadovanou dobu životnosti zařízení, případně stanovit lhůty výměny. Metody výpočtu jsou velmi propracované a výrobci ložisek je sdílejí zdarma.
Ložisko na konci své životnosti se často prozrazuje hučením, vznikajícím vydrolením povrchu oběžných drah a valivých elementů. To se týká hlavně ložisek, která pracují ve vyšších otáčkách. Například truhlářská hoblovka-protahovačka, jejíž nožový hřídel má 6000 až 9000 otáček. Hlučnost vzniká postupně, pracovník si na ni průběžně zvyká, až je hlučnost už neúnosně velká.

## Zvláštní druhy kuličkových radiálních ložisek
- Dvouřadá kuličková ložiska
- Naklápěcí kuličková ložiska
- Utěsněná kuličková ložiska
- S drážkou pro pojistný kroužek
- Kuličkové ložisko s plnílicí drážkou v kroužcích
- Kuličková ložiska s kosoúhlým stykem, která fungují obdobně jako kuželíková ložiska.

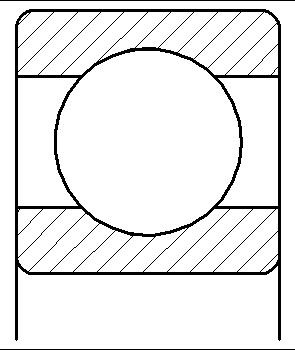
Jednořadé ložisko
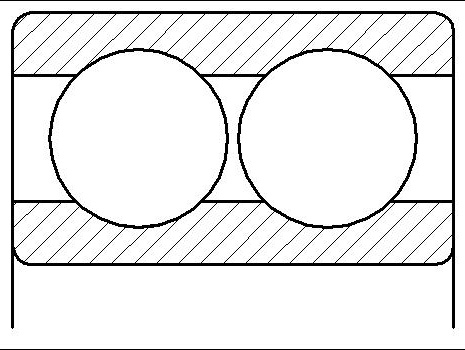
Dvouřadé kuličkové ložisko
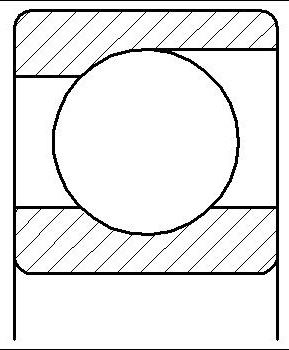
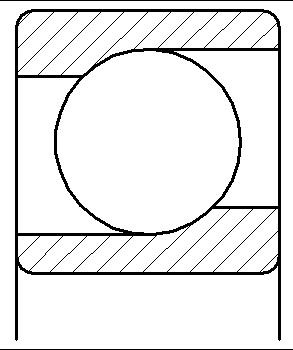

## Axiální kuličkové ložisko

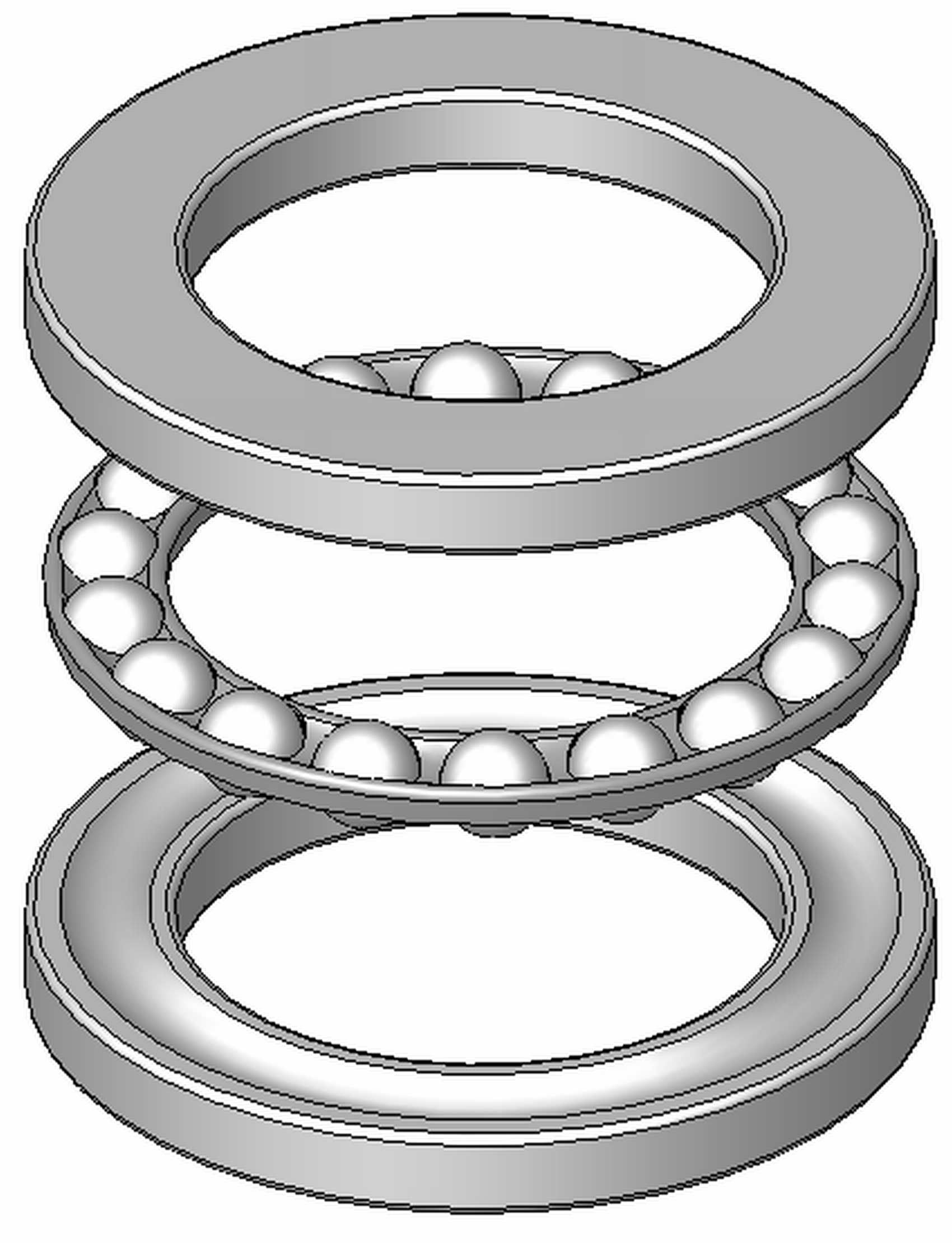
Axiální kuličkové ložisko

Axiální kuličkové ložisko je zvláštní, zcela odlišný, druh kuličkového ložiska, jehož hlavním úkolem je přenášet axiální síly. Snese pouze malou radiální sílu. V převodovkách se vyskytuje spíše vzácně, je však velmi rozšířené ve své utěsněné variantě jako spojkové ložisko nebo jako ložisko horního uložení předních tlumičů.